# کوستیکا الارو
کوستیکا الارو (انگلیسی: Costică Olaru؛ زادهٔ ۱ اوت ۱۹۶۰) قایقران کانو اهل رومانی است.